# Unidad Mountain View
La Unidad Mountain View (Mountain View Unit) es una prisión del Departamento de Justicia Criminal de Texas (TDCJ por sus siglas en inglés) para mujeres en Gatesville, Texas. Tiene el corredor de la muerte estatal para mujeres.
Las condenadas a muerte son separadas del resto de la población general de la prisión. Son colocadas en celdas individuales de 5x6 metros cuadrados que cuentan con una ventana. A estas prisioneras no les es permitido tener recreación de manera individual. A algunas se les permite ver televisión, siempre y cuando accedan a trabajar gratis en la prisión. Todas las reclusas tienen permitido tener una radio de transistores.
Karla Faye Tucker fue la primera mujer en ser ejecutada en Texas desde 1863. La última mujer hasta la fecha en ser ejecutada es Lisa Ann Coleman, el 17 de septiembre de 2014.
Una de las prisioneras de más alto perfil es Yolanda Saldívar. Saldívar cumple cadena perpetua con posibilidad de salir en libertad condicional luego de 30 años por haber matado a la cantante Selena el 31 de marzo de 1995 en un hotel en Corpus Christi. Saldívar fue separada de la población general de la prisión debido a continuas amenazas de muerte de parte de algunas prisioneras seguidoras de Selena por lo que cumple su condena en aislamiento.

## Historia
La antigua Escuela Estatal de Mountain View, un reformatorio para niños cerró en 1975 y sus niños fueron enviados a otras instalaciones. El Departamento de Justicia Criminal de Texas compró el terreno y los edificios. La instalación reabrió como una prisión para mujeres. La Unidad de Mountain View abrió en julio de 1975.

## Funcionamiento
La prisión puede albergar hasta 645 reclusos. Ruth Hill, de The Observer, describió la unidad como "intimidante", diciendo que los "edificios con aspecto de búnker están salpicados de ventanas rajadas y envueltos en alambre, con torres de vigilancia en cada esquina". Con respecto al nombre, Hill afirmó: "Pero no hay montaña, y desde el corredor de la muerte de la prisión no hay vista".
Alrededor de 2001, varios reclusos de Mountain View participaron en una iniciativa del distrito escolar de Windham para traducir libros de texto al braille. Estos libros están destinados a los escolares de Texas y a los estudiantes universitarios. Kevin VonRosenberg, uno de los coordinadores del programa de braille, declaró en 2014 que es un puesto de recluso muy solicitado. Los reclusos aprenden a utilizar un Perkins Brailler y luego utilizan los ordenadores para realizar el trabajo real. El programa se creó en 1999. Se trata de uno de los mayores programas de braille dentro de una prisión estadounidense.

## Corredor de la muerte

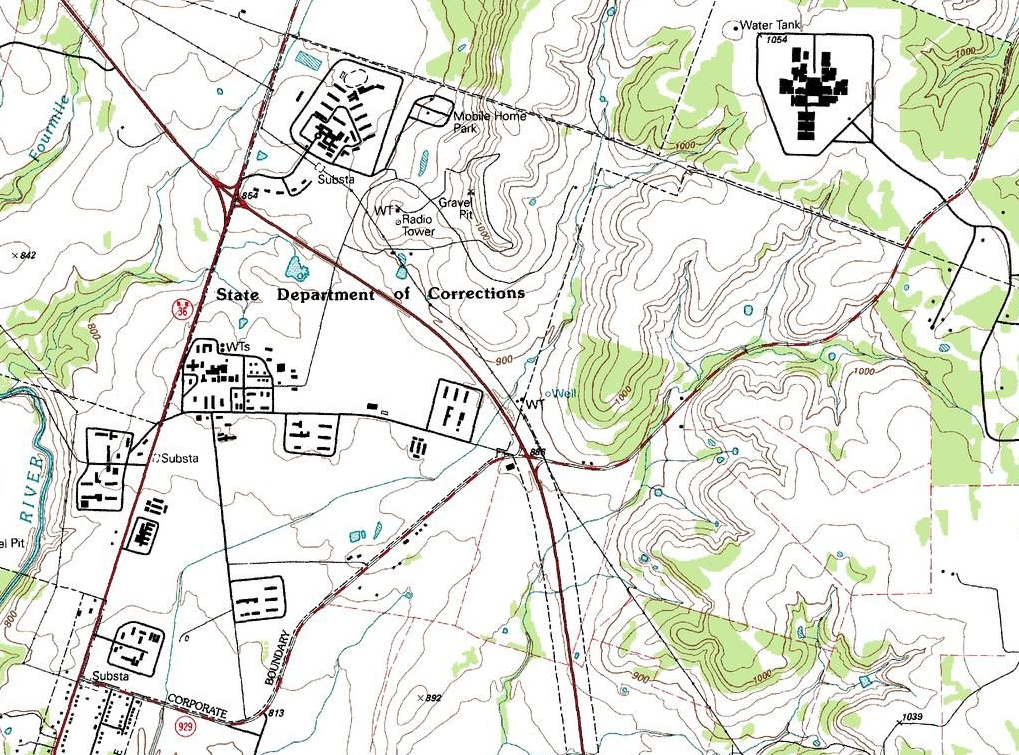
Mapa topográfico de las unidades penitenciarias de Gatesville (Mountain View, Christina Crain, Hilltop y Alfred D. Hughes), Servicio Geológico de Estados Unidos, 1994

El corredor de la muerte de mujeres se encuentra en un edificio de ladrillos rojos de una sola planta que se inauguró en 1985 para albergar a pacientes psiquiátricos. El corredor de la muerte femenino y los pacientes psiquiátricos ocupan juntos el mismo edificio. Los planes para renovar el edificio surgieron por primera vez en 1995 y la renovación comenzó a principios de 2000. El coste de la renovación fue de 95.000 dólares.
El edificio tiene una sala de día y una zona de trabajo junto con dos filas de celdas, con seis celdas cada una. Una fila está designada para las mujeres castigadas en segregación administrativa y/o las que no desean trabajar, y otra fila es para las mujeres que desean trabajar. Cada celda mide 4,3 metros por 1,8 metros. Las puertas tienen barrotes tradicionales, a diferencia del corredor de la muerte para hombres de la Unidad Polunsky, cerca de Livingston, Texas. El edificio tiene aire acondicionado, ya que también alberga una unidad psiquiátrica. Amy Dorsett, del San Antonio Express-News, dijo que las instalaciones tienen "paredes blancas y relucientes, celdas llenas de sol y una sala de recreo decorativa" Pam Baggett, alcaide de Mountain View, declaró en 2000 que el nuevo corredor de la muerte era menos "hogareño" que el anterior.
Desde principios de la década de 1980 hasta el año 2000, las mujeres condenadas fueron alojadas en un edificio de ocho celdas con una sala de día y un área de trabajo inmediatamente adyacentes. La zona común tenía una televisión y un centro para hacer manualidades. Mary Mapes, autora de Truth and Duty: The Press, the President, and the Privilege of Power (Verdad y deber: la prensa, el presidente y el privilegio del poder), escribió que cada celda estaba pintada con colores brillantes y que las celdas, que "podrían haber sido dormitorios en un colegio particularmente austero", tenían catres con "toques de encaje", afganos y "almohadas de colores". Añadió que el corredor de la muerte en general tenía asientos cómodos y era de colores vivos.
A partir de 2004, las reclusas del corredor de la muerte pueden participar en un programa de trabajo y pueden ver de forma limitada un televisor situado fuera de sus celdas. Cuando se inauguró el actual edificio del corredor de la muerte en 2000, no había televisión. A las mujeres del corredor de la muerte se les permite tejer y coser. A partir de la década de 1990, hacían muñecas para niños enfermos.
Las reclusas del corredor de la muerte utilizan un patio de recreo de 46 metros por 9,1 metros con canastas de baloncesto, un árbol y un banco.

## Reclusas notables

### Presas condenadas a muerte
Todos las reclusas en esta lista están/estuvieron bajo sentencias de muerte del Estado de Texas.

#### Ejecutadas
- Karla Faye Tucker — Ejecutada el 3 de febrero de 1998
- Betty Lou Beets — Ejecutada el 24 de febrero de 2000
- Frances Newton — Ejecutada el 14 de septiembre de 2005
- Kimberly McCarthy — Ejecutada el 26 de junio de 2013
- Suzanne Basso — Ejecutada el 5 de febrero de 2014
- Lisa Ann Coleman — Ejecutada el 17 de septiembre de 2014

#### En espera de ejecución
- Brittany Holberg
- Darlie Routier
- Kimberly Cargill
- Linda Carty
- Erica Yvonne Sheppard
- Melissa Elizabeth Lucio
- Taylor Rene Parker

#### Antiguamente en el corredor de la muerte
- Pamela Lynn Perillo — Pena de muerte conmutada a cadena perpetua el 12 de julio de 2000
- Kenisha Eronda Berry — Pena de muerte conmutada de 40 años a cadena perpetua el 23 de mayo de 2007
- Chelsea Richardson — Pena de muerte conmutada a cadena perpetua el 17 de enero de 2012
- Cathy Lynn Henderson — Pena de muerte conmutada por 25 años de prisión el 5 de diciembre de 2012 después de un nuevo juicio. Murió el 2 de agosto de 2015 mientras cumplía sentencia[7]

### Reclusas que no están en el corredor de la muerte
- Yolanda Saldivar[8]